# Josef Lengauer (Widerstandskämpfer)
Josef Lengauer (30. Dezember 1902 – 7. Jänner 1943 in Wien) war ein österreichischer Straßenbahner, der von der NS-Justiz zum Tode verurteilt und enthauptet wurde.

## Leben
Lengauer war Straßenbahner und arbeitete in der Hauptwerkstätte Siebeneichengasse der Wiener Tramway. Er war als Widerstandskämpfer tätig. Nähere Angaben über den Anlass und Zeitpunkt seiner Verhaftung fehlen, ebenso über das Verfahren und das Todesurteil. Fest steht jedoch aufgrund verschiedener Quellen, dass es sich um ein politisches Urteil handelte und dass die Hinrichtung von Josef Lengauer am 7. Jänner 1943 im Wiener Landesgericht durch das Fallbeil erfolgte.
Sein Leichnam wurde in der Schachtgrabanlage am Wiener Zentralfriedhof in Gruppe 40 Reihe 30 Grab 1 begraben, nach dem Untergang des NS-Regimes wurde ein Grabstein errichtet und die Inschrift Opfer für Österreichs Freiheit ergänzt.

## Gedenken
Am 24. November 1947 wurde in der Straßenbahnhauptwerkstätte Siebeneichengasse von Vizebürgermeister Karl Honay eine Marmorgedenktafel für die Straßenbahner und Opfer der NS-Justiz Josef Lengauer und Franz Mager enthüllt.
Sein Name findet sich auch auf der Gedenktafel im ehemaligen Hinrichtungsraum des Wiener Landesgerichts.

## Nachweise
1. ↑  Félix Kreissler: La prise de conscience de la nation autrichienne: 1938, 1945, 1978, Volume 1, Publication Univ. Rouen Havre 1980, 376.
2. ↑  Der Neue Mahnruf, J. 65, N. 11–12, S. 8.
3. ↑  Friedhöfe Wien: Friedhöfe Wien,  abgerufen am 5. Juli 2015
4. ↑  Weihestätte am Wiener Landesgericht, abgerufen am 14. März 2015
5. ↑  Willi Weinert: "Mich könnt ihr löschen, aber nicht das Feuer": Wiener Zentralfriedhof - Gruppe 40. Ein Führer durch den Ehrenhain der hingerichteten WiderstandskämpferInnen. 3. Auflage. Alfred Klahr Gesellschaft, Wien 2011, ISBN 978-3-9502478-2-4.
6. ↑  Rathauskorrespondenz (Memento des Originals vom 6. Juli 2015 im Internet Archive)  Info: Der Archivlink wurde automatisch eingesetzt und noch nicht geprüft. Bitte prüfe Original- und Archivlink gemäß Anleitung und entferne dann diesen Hinweis., abgerufen am 5. Juli 2015.
7. ↑  Nachkriegsjustiz, abgerufen am 5. Juli 2015.

| Personendaten    | Personendaten                                                                       |
| ---------------- | ----------------------------------------------------------------------------------- |
| NAME             | Lengauer, Josef                                                                     |
| KURZBESCHREIBUNG | österreichischer Straßenbahner und Widerstandskämpfer gegen den Nationalsozialismus |
| GEBURTSDATUM     | 30. Dezember 1902                                                                   |
| STERBEDATUM      | 7. Januar 1943                                                                      |
| STERBEORT        | Wien                                                                                |